# 와다 마사시
와다 마사시(일본어: 和田 昌士, 1997년 4월 11일 ~ )는 일본의 축구 선수이다.

## 구단 경력
그는 2016년부터 2024년까지 J리그의 요코하마 F. 마리노스, 레노파 야마구치 FC, 블라우블리츠 아키타, SC 사가미하라, 이와테 그루자 모리오카에서 활동하였다.